# Rocher de Saint-Guiral
Pour les articles homonymes, voir Guiral et Rocher.
 (mai 2021).
Le rocher de Saint-Guiral, situé dans les communes d'Alzon et Dourbies, dans le département du Gard, est un lieu de pèlerinage en Cévennes pour la Pentecôte. Sans doute lieu de culte pré-chrétien (il y a été découvert des poteries), le site a été christianisé à l’aide de la légende de saint Guiral (dont il prend le nom), saint Clair et saint Loup.

## Localisation
Saint-Guiral est le nom d’un dôme rocheux granitique s’élevant à 1 366 m d'altitude, situé dans le parc national des Cévennes, au contact des communes d’Alzon et Dourbies, à 20 km, au sud-ouest du mont Aigoual. Par beau temps, on aperçoit la Méditerranée, le mont Canigou (Pyrénées), les causses Noir, Méjean, de Blandas, du Larzac, et une grande partie des Cévennes, dont le mont Aigoual, et de nombreux départements du sud. C'est l'un des plus vastes panoramas de France.

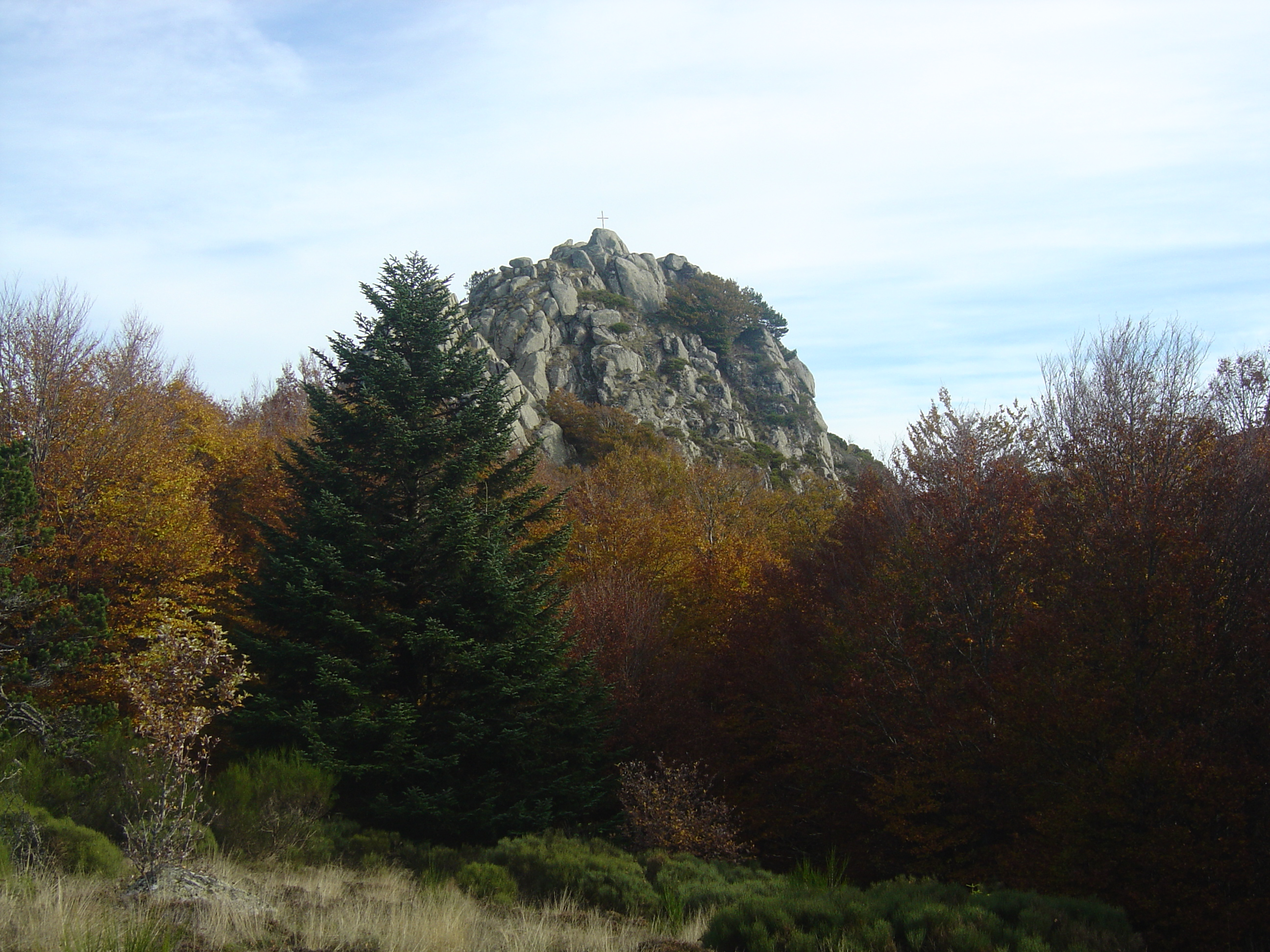
Le rocher de Saint-Guiral.
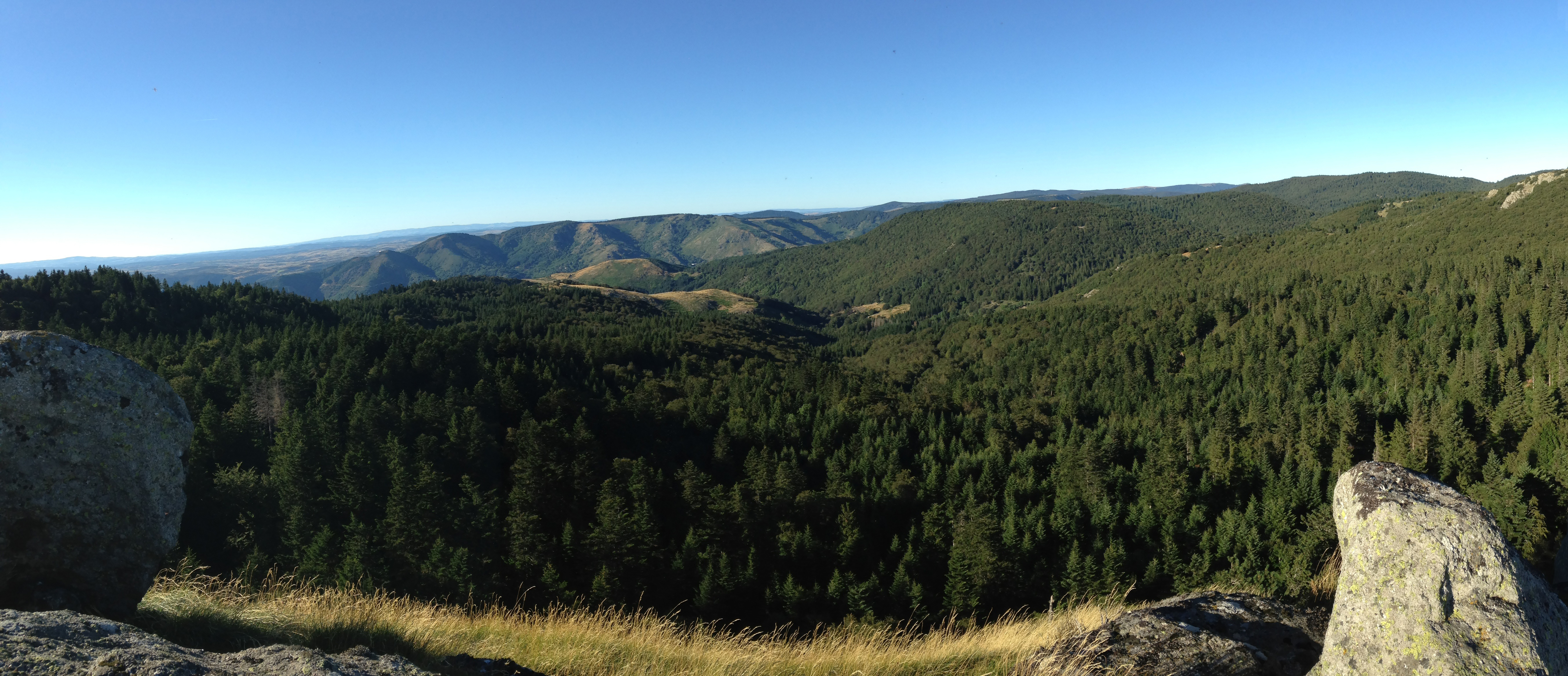
Panorama depuis le Saint-Guiral.

## La légende de saint Guiral, Saint Clair et saint Loup
Au temps des croisades, trois jeunes chevaliers de la famille de Roquefeuil - Guiral (c'est-à-dire Géraud), Loup et Clair - auraient été épris Bertrade, fille du seigneur de Rogues (village du causse de Blandas). Pour les départager, celle-ci leur aurait fait promettre de partir combattre en terre sainte : celui des chevaliers qui ferait montre de la plus grande prouesse deviendrait alors son époux.
Après plusieurs années, lorsque les trois chevaliers seraient revenus de croisade, enrichis de leurs exploits et de leur expérience, Irène venait juste de mourir. Un troubadour qui passait au château de Rogues lui aurait en effet appris la fausse nouvelle de leur mort : Irène n'aurait pu supporter un tel chagrin.
Pour conjurer leur peine, les trois chevaliers auraient résolu de donner leur vie à Dieu en se faisant ermites. Loup monta sur un pic (devenu pic Saint-Loup) à l’entrée de Montpellier ; Clair, sur un mont (devenu mont Saint-Clair) à Sète (Hérault) ; Guiral, sur un rocher (devenu rocher de Saint-Guiral). Chaque lundi de Pentecôte, les trois frères auraient alors allumé de grands feux au sommet de leurs promontoires naturels : ainsi, de loin en loin, ils pouvaient s’assurer de la survie de chacun. Les feux s’éteignirent l’un après l’autre et Guiral serait mort le dernier.
Depuis cette époque, tous les lundis de Pentecôte, les paroissiens d’Arrigas, Alzon, Dourbies, Sauclières et Saint-Jean-du-Bruel se rendent en pèlerinage au pied du rocher pour y entendre la messe. Les paroissiens d’Arrigas s’y rendaient autrefois à pied, en montant à travers la montagne, par le col du Villaret, puis en suivant la crête jusqu’au col des tempêtes, via Saint-Guiral (quatre à cinq heures de marche), il en était de même pour les paroissiens des villages d'Alzon, Dourbies, Sauclières et Saint-Jean-du- Bruel. Après l’office, les bergers cueillent des renoncules, à proximité du tombeau de saint Guiral (en fait, un dolmen) : suspendues dans les bergeries, elles sont censées protéger les troupeaux.

## Le pèlerinage
Abandonné à la fin des années soixante, le pèlerinage vient[Quand ?] d’être rétabli à l’initiative des sociétés de chasse des communes concernées, beaucoup de paroissiens des villages précités perpétuant la tradition sous la forme pédestre, laquelle nécessite toutefois une bonne condition physique si elle est effectuée dans sa totalité. Il est à noter par ailleurs qu’un tableau représentant saint Guiral est accroché dans l’église d’Arrigas. Réalisé par un notaire de Saint-Jean-de-Buèges au siècle dernier, son intérêt esthétique est débattu mais les habitants d’Arrigas y sont sentimentalement très attachés. Sa restauration a été réalisée en 2001, conjointement par l’association paroissiale et par la municipalité.

## Sports
Le rocher de Saint-Guiral était de 1997 à 2009 grimpé sur la grande course des Templiers au mois d'octobre. Depuis, il est grimpé sur le trail des Hospitaliers le même mois.

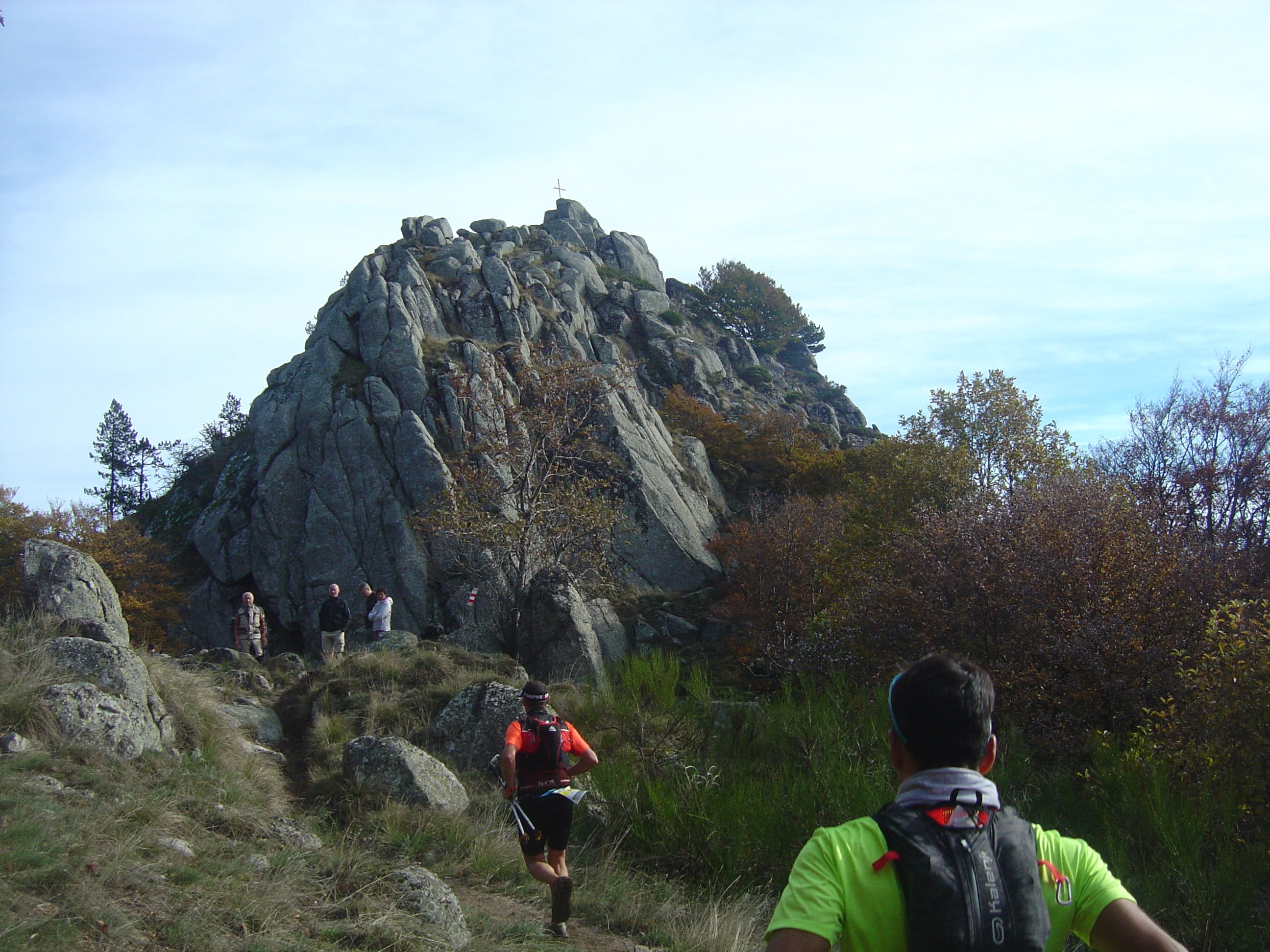
Passage par le pic Saint-Guiral sur le trail des Hospitaliers.